# 로스 배그더세리언
로스톰 사이팬 "로스" 배그더세리언(영어: Rostom Sipan "Ross" Bagdasarian /bæɡdəˈsɛriən/, 1919년 1월 27일 ~ 1972년 1월 16일)은 흔히 데이비드 서빌(영어: David Seville, 영어 발음: /səˈvɪl/)이라는 예명으로 알려져 있는 미국의 배우, 음악가, 성우, 피아노 연주자, 영화 프로듀서, 음악 프로듀서이다. 다람쥐 캐릭터들로 구성된 가상의 음악 그룹인 앨빈과 슈퍼밴드(Alvin and the Chipmunk)를 만든 것으로 유명하다.

## 생애
1919년 1월 27일에 캘리포니아주 프레즈노에서 오스만 제국 시대에 미국으로 이주한 아르메니아계 부모인 딕 배그더세리언(Dick Bagdasarian)과 버지니아 배그더세리언(Virginia Bagdasarian, 결혼 이전의 성씨는 서로이언(Saroyan)) 부부의 아들로 태어났다. 그의 아버지는 포도를 재배하는 농부로 일했다.
1939년에는 자신의 사촌인 윌리엄 서로이언이 제작한 브로드웨이 연극 《내 인생의 시간》(The Time of Your Life)에서 신문 배달원 역할을 맡으면서 연극 배우로 데뷔했다. 1941년에 일어난 일본의 진주만 공격 이후부터 1945년 제2차 세계 대전 종전까지 유럽에서 미국 육군 항공대 하사로 복무했다.
1958년에는 다람쥐 캐릭터들로 구성된 가상의 음악 그룹인 앨빈과 슈퍼밴드(Alvin and the Chipmunk)를 만들었으며 같은 해에는 데이비드 서빌(David Seville)이라는 예명으로 노래 《Witch Doctor》, 《The Chipmunk Song (Christmas Don't Be Late)》를 발표했다. 1959년에는 그래미상 최우수 코미디 앨범 부문, 최우수 동요 앨범 부문을 수상했다.
1961년부터 1962년까지 방영된 텔레비전 애니메이션 《앨빈 쇼》(The Alvin Show)에서 데이비드 서빌(David Seville), 앨빈 서빌(Alvin Seville)의 목소리를 맡았다. 1961년부터 1972년까지 배그더세리언 프로덕션(Bagdasarian Productions)의 회장을 역임했고 1969년에는 앨범 《The Chipmunks Go to the Movies》를 발표했다. 1972년 1월 16일에 캘리포니아주 베벌리힐스에서 심근 경색으로 인해 사망했으며 그의 시신은 화장 처리되었다.
로스 배그더세리언은 자신의 아내인 아르메누히 컬핸지언(Armenuhi Kulhanjian)과의 사이에서 3명의 자녀를 두었다. 첫째 딸인 캐럴 배그더세리언(Carol Bagdasarian)은 배우로, 둘째 아들인 애덤 배그더세리언(Adam Bagdasarian)은 픽션 작가로 활동했고 셋째 아들인 로스 배그더세리언 주니어(Ross Bagdasarian Jr.)는 음악가, 성우로 활동했다.